# ヒドゥル・グドナドッティル
ヒドゥル・グドナドッティル（Hildur Guðnadóttir、1982年9月4日 - ）は、アイスランドの女性チェリスト、作曲家。ヒルドゥ（ー）ル・グドナドッティル、ヒルドゥル・グズナドッティルとも表記される。

## 来歴
レイキャヴィーク出身。エレクトロニカ系の音楽グループ、ムームのメンバーであり、アコースティック楽器と電子音楽をブレンドした心地よいサウンドが特徴。
作曲家でありクラリネット奏者・音楽教師の父とオペラ歌手の母の元で育ち、5歳の時にチェロを習い始める。兄のソラリン・グズナソンはエージェント・フレスコのバンドメンバーである。レイキャヴィーク・ミュージック・アカデミー、アイスランド芸術大学、そしてベルリン芸術大学にて作曲とニューメディアを専攻。
また、1990年代後半にレイキャヴィークでKitchen Motorsの活動を通して出会った同じくアイスランドの映画音楽作曲家ヨハン・ヨハンソンの長年のコラボレーターとして、彼が音楽を担当した『プリズナーズ』や『ボーダーライン』、『メッセージ』などの映画音楽に参加しているほか、単独で映画音楽の作曲を担当。
さらに『レヴェナント: 蘇えりし者』のサウンドトラックでは、坂本龍一と「Arriving at Fort Kiowa」で共演している。
2019年の映画『ジョーカー』で第77回ゴールデングローブ賞作曲賞を受賞、同賞の女性単独受賞は史上初。同じく『ジョーカー』で第92回アカデミー作曲賞を受賞し、同部門では女性としては4人目の受賞となった。また同年のTVドラマ『チェルノブイリ』でグラミー賞（映画・テレビサウンドトラック部門）、英国アカデミー賞、エミー賞の各作曲賞を受賞。
2021年には自身の夫でもあるサム・スレーターと共にシューティング・ゲーム『バトルフィールド2042』の音楽を手がけている。

## ディスコグラフィ

### ソロ・アルバム
- Mount A (2006年、12 Tónar) ※Lost in Hildurness名義。2010年に本人名義で再発
- Without Sinking (2009年、Touch)
- Leyfðu Ljósinu (2012年、Touch)
- Saman (2014年、Touch)

## 主なフィルモグラフィ
- 『トラップ 凍える死体』 - Ófærð (2015年-2019年) ※テレビドラマ
- 『殺意の誓約』 - Eiðurinn (2016年)
- 『ストロング・アイランド』 - Strong Island (2017年)
- 『トム・オブ・フィンランド』 - Tom of Finland (2017年)
- 『ヘル・フロント 〜地獄の最前線〜（英語版）』 - Journey's End (2017年)
- 『マグダラのマリア』 - Mary Magdalene (2018年) ※ヨハン・ヨハンソンと共作[6]
- 『ボーダーライン: ソルジャーズ・デイ』 - Sicario: Day of the Soldado (2018年)[7]
- 『チェルノブイリ』 - Chernobyl (2019年) ※テレビミニシリーズ
- 『ジョーカー』 - Joker (2019年)[8]
- 『TAR/ター』 - TÀR (2022年)
- 『ウーマン・トーキング 私たちの選択』 - Women Talking (2022年)
- 『ジョーカー:フォリ・ア・ドゥ』 - Joker: Folie à Deux (2024年予定)